# Хони
Хони (груз. ხონი) је град у Грузији у регији Имеретија. Према процени из 2014. у граду је живело 8987 становника.

## Становништво
Према процени, у граду је 2014. живело 8.987 становника.
| 1989.  | 2002.  | 2014. |
| ------ | ------ | ----- |
| 14.425 | 11.221 | 8.987 |